# 로렐라이

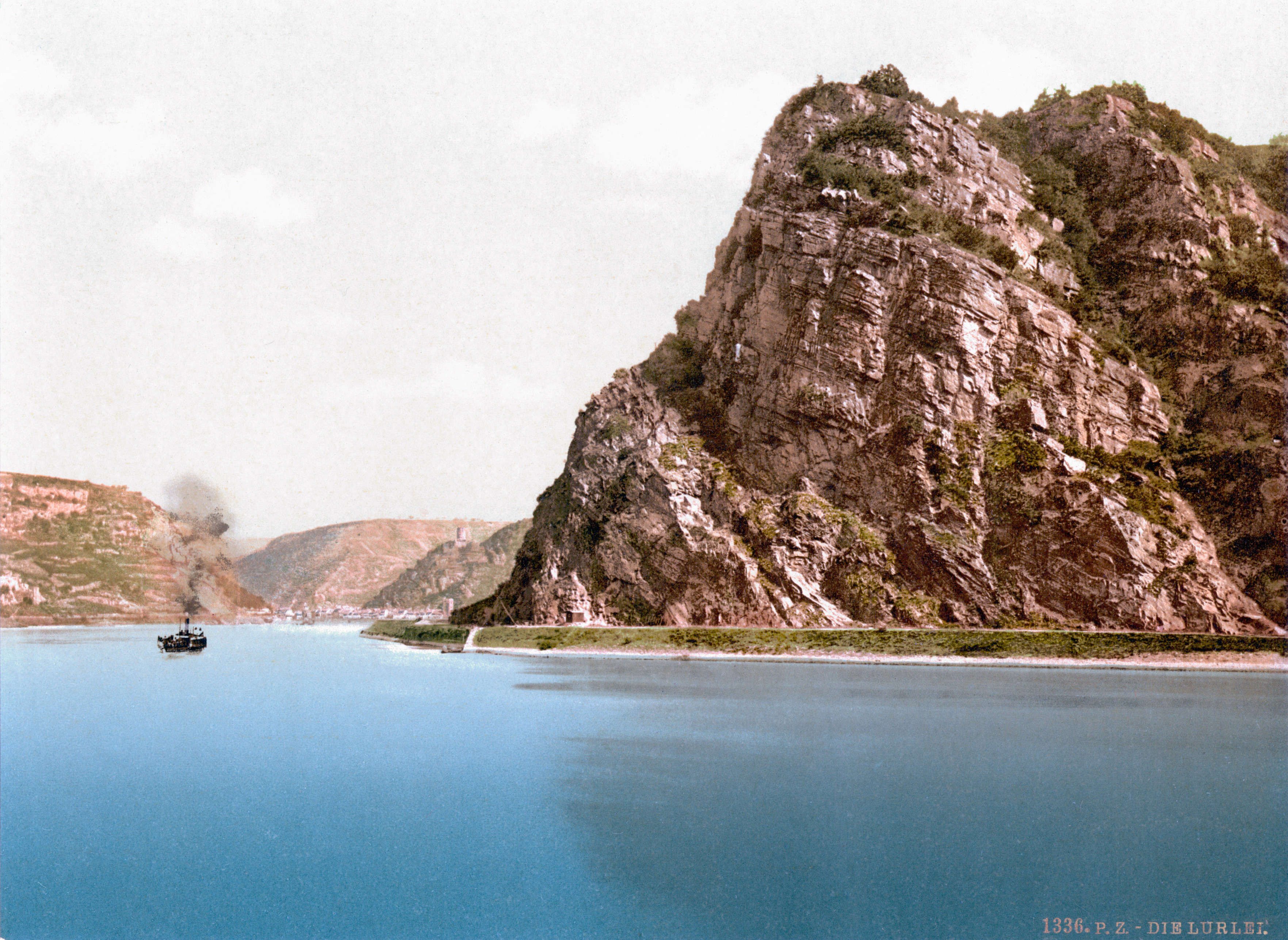

로렐라이(독일어: Loreley)는 '요정의 바위'라는 뜻으로, 독일의 라인란트팔츠 주 장크트고아르스하우젠 근방의 라인강 오른쪽 기슭에 솟아 있는 커다란 바위이다.

## 전설
로렐라이 언덕을 맨 처음 소재로 다룬 문학 작품은 작가 클레멘스 브렌타노의 설화시(說話詩)인데, 라인강을 항해하는 뱃사람들이 요정의 아름다운 노랫소리에 도취되어 그녀의 모습을 바라보고 있는 동안에 배가 물결에 휩쓸려서 암초에 부딪쳐 난파한다는 줄거리이다. 이것이 하인리히 하이네나 요제프 폰 아이헨도르프 등의 서정시로 이어지면서 전설처럼 되고 말았다. 하인리히 하이네 작시, 프리드리히 질허 작곡의 민요로 더욱 유명하다.

## 관광 명소
세계적인 관광 명소인 독일 로렐라이 언덕을 실제로 가보면 지극히 평범한 편이다. 하지만 스토리텔링의 마력 때문에 지금도 매년 수백만 명이 찾는 세계적인 관광 명소이다.

## 같이 보기
- 세이렌